# Queijo Rabaçal
Queijo Rabaçal (DOP) ist ein Käse (Portugiesisch: Queijo), der aus der portugiesischen Ortschaft Rabaçal im Distrikt Coimbra kommt. Seit 1996 ist Queijo Rabaçal eine geschützte Ursprungsbezeichnung.

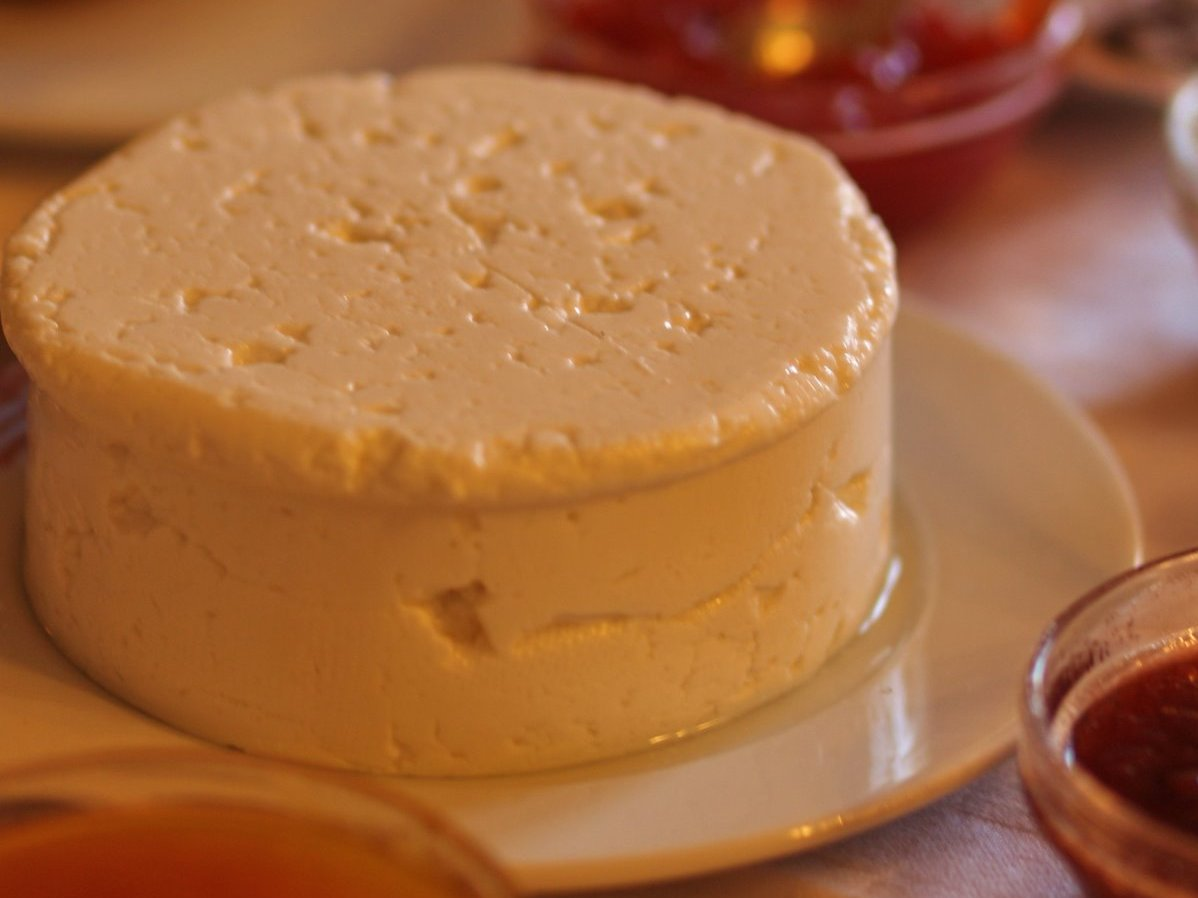
Frischer Queijo Rabaçal

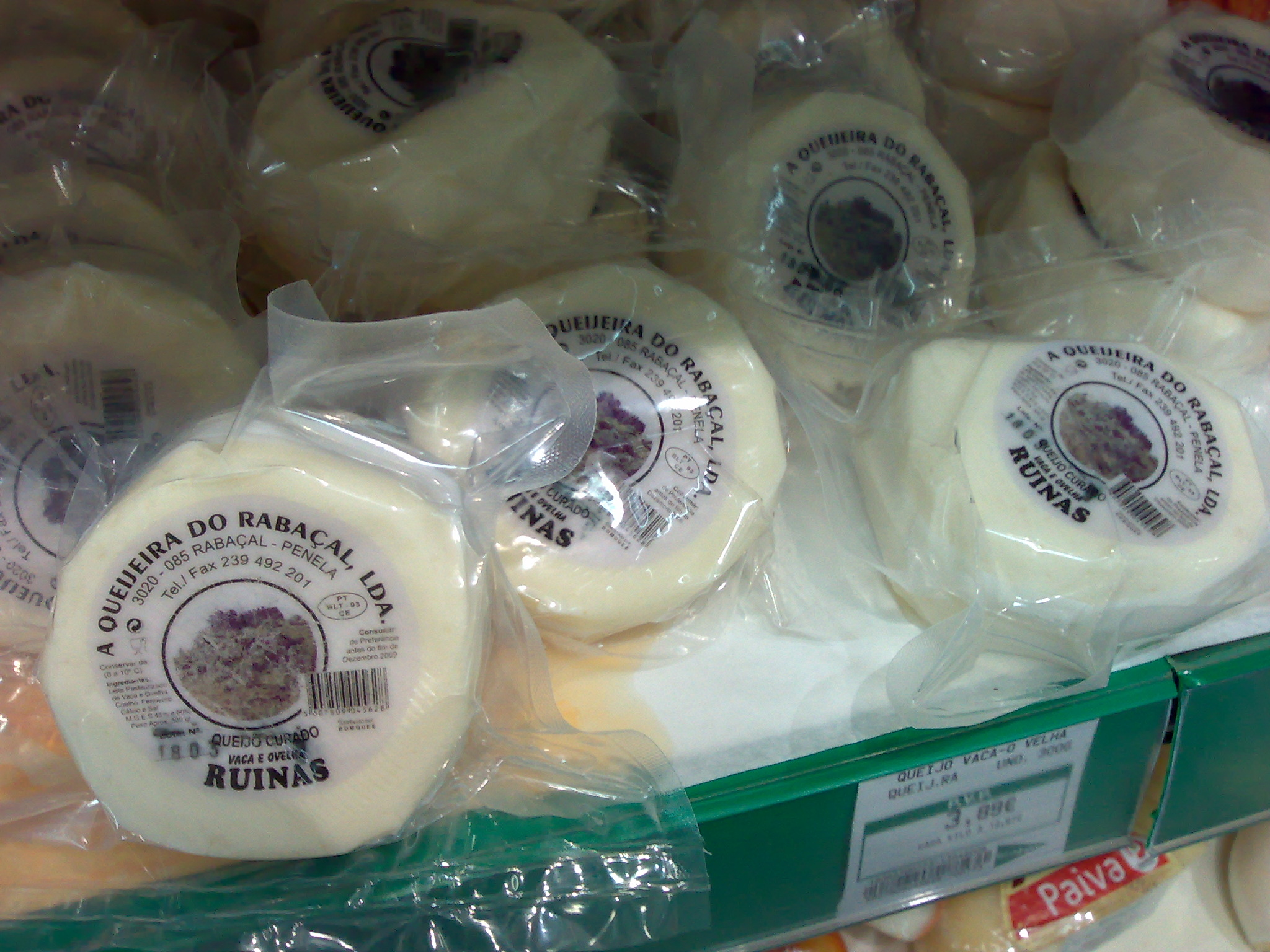
Abgepackter Queijo Rabaçal im Supermarkt

## Herstellung
Der Käse stammt ursprünglich aus dem Dorf Rabaçal, wird heute jedoch nach Originalrezept und in Handarbeit auch in einigen Orten der Serra do Sicó in den angrenzenden Kreisen Condeixa-a-Nova, Soure, Ansião, Pombal, Alvaiázere und Penela produziert.
Der Queijo Rabaçal wird aus Schafs- und Ziegenmilch (Port.: Leite de Ovelha e Cabra) hergestellt und als Hartkäse, lokal jedoch auch als Frischkäse angeboten. Teilweise wird eine nicht DOP-geschützte Variante aus Kuh- und Schafsmilch (Port.: Leite de Vaca e Ovelha) verkauft.
Die Milch wird mit Lab dick gelegt, und anschließend der gewonnene Bruch in zylindrische Formen mit Durchmessern von 10 bis 20 cm und einer Höhe von 3,3 bis 4,2 cm gefüllt, gesalzen und gereift. Der fertige Käse hat eine glatte, trockene bis leicht ölige, sehr helle gelbe Rinde und ist innen fast weiß. Er wiegt zwischen 0,3 und 0,5 kg, und der Fettgehalt in der Trockenmasse beträgt mindestens 45 %.
Der Geschmack ist delikat und ausgeglichen und wird mit zunehmender Reife kräftiger und aromatischer. Sein Aroma erhält der Käse insbesondere durch die lokal wachsenden Kräuter.

## Käsemarkt des Queijo Rabaçal
Seit 2010 findet in Rabaçal der Käsemarkt Mercado do Queijo do Rabaçal statt, alljährlich an einem Sonntag Ende April an der römischen Ausgrabungsstätte Villa Romana (Römische Villa von Rabaçal). Er ist zum einen eine kleine Messe, auf der Produkte des Queijo Rabaçal gezeigt und verkauft werden. Zum anderen ist es auch ein Kulturfest, auf dem Folklore, Volkstanz, Vorträge und lokale Gastronomie angeboten werden und mit Aufführungen und anderen Aktivitäten des römischen Vermächtnisses des Ortes gedacht wird.
Im Jahr 2012 waren 54 regionale Aussteller, darunter 17 Käseproduzenten, auf der Messe vertreten.